# El Huacri
El Huacri är en ort i Mexiko.   Den ligger i kommunen Ixmiquilpan och delstaten Hidalgo, i den sydöstra delen av landet, 140 km norr om huvudstaden Mexico City. El Huacri ligger 2 565 meter över havet och antalet invånare är 186.
Terrängen runt El Huacri är huvudsakligen kuperad, men åt sydväst är den bergig. El Huacri ligger uppe på en höjd. Runt El Huacri är det ganska tätbefolkat, med 116 invånare per kvadratkilometer. Närmaste större samhälle är Zimapan, 14,6 km nordväst om El Huacri. I omgivningarna runt El Huacri växer huvudsakligen savannskog.